# Georg Blößner
Georg Blößner (* 8. September 1859 in Burkardsreuth bei Eschenbach in der Oberpfalz; † 22. Januar 1950 in Amberg) war ein deutscher katholischer Geistlicher und Heimatforscher.

## Werdegang
Blößner erhielt seine schulische Ausbildung am Benediktinergymnasium in Metten und empfing 1884 in Regensburg seine Weihe zum Priester. Dort war er zunächst als Religionslehrer und Seelsorger tätig. 1889 kam er als Prediger an die Stadtpfarrkirche St. Martin in Amberg. Gleichzeitig unterrichtete er am Amberger Gymnasium als Religionsprofessor. Von 1894 bis 1926 war er Direktor am Studienseminar im Amberg.
Neben seiner beruflichen Tätigkeit veröffentlichte er zahlreiche Beiträge zur Geschichte der Stadt Amberg und der mittleren und nördlichen Oberpfalz. Den Historischen Verein Amberg leitete er 40 Jahre.

## Werke
- Geschichte des Hum. Gymnasiums Amberg. Beitrag zur Geschichte der Stadt Amberg ; gewidmet den Teilnehmern des IV. Studiengenossenfestes. Selbstverlag des Gymnasiums, 1929 (Digitalisat).

- Die ehemalige Salesianerinnenkirche (Schulkirche) zu Amberg in Geschichte und Kunst. Amberg, Mayr, 1934 (Digitalisat).
- Bayerische weibliche Schulorden im Dienste des Auslandsdeutschtums nach authentischen Berichten und Urkunden dargestellt. Sonderdr. Eichstätt 1937 (Digitalisat)

## Ehrungen
- Ernennung zum Päpstlichen Hausprälaten
- 31. August 1949: Ehrenbürger der Stadt Amberg